# Radkov u Moravce
Radkov (deutsch Ratkow) ist eine Gemeinde in Tschechien. Sie liegt 13 Kilometer nordöstlich von Velké Meziříčí und gehört zum Okres Žďár nad Sázavou.

## Geographie
Radkov befindet sich in der zur Böhmisch-Mährischen Höhe gehörigen Křižanovská vrchovina (Krischanauer Bergland) in der Talmulde des Baches Radkovský potok. Der Ort wird von zahlreichen Teichen umgeben, von denen der Nohavice und der Kuchyň die größten sind. Westlich erhebt sich der Kuchyň (Kuchelberg, 557 m), im Osten erstreckt sich das Waldgebiet Černý les.
Nachbarorte sind Moravec im Norden, Radkovičky und Jemnice im Nordosten, Nový Dvůr und Krčma im Osten, Meziboří und Dolní Libochová im Südosten, Horní Libochová im Süden, Dolní Hlíny und Horní Hlíny im Südwesten, Radenice im Westen sowie Pikárec im Nordwesten.

## Geschichte
Die erste urkundliche Erwähnung des Dorfes und der Feste Radkov erfolgte im Jahre 1368. 1406 kauften die Staňkov von Olešnice Radkov und schlugen die Güter der Herrschaft Moravec zu. Zum Ende des 15. Jahrhunderts erwarben die Herren von Pernstein Radkov und schlossen das Dorf an die Křižanover Güter an. Als Vratislav von Pernstein den Besitz 1560 von seinem Bruder Adalbert/Vojtěch († 1561) erhielt, lag die Feste Radkov wüst. Vratislav verkaufte 1562 die Herrschaft Křižanov an Zdenko Lhotský von Ptení. In den 1580er Jahren wurde die Herrschaft zwischen Václav und Prokop Lhotský geteilt. Prokop bekam Křižanov und Václav die davon abgetrennte Herrschaft Moravec. Václav Lhotský verkaufte Moravec 1595 mit allem Zubehör an Jan d. Ä. Munk von Eibenschütz. Radkov blieb bis 1848 der Herrschaft Moravec untertänig.
Nach der Aufhebung der Patrimonialherrschaften bildete Radkov ab 1850 eine Gemeinde im Bezirk Neustadtl. 1950 wurde die Gemeinde dem Okres Bystřice nad Pernštejnem zugeordnet. Mit Beginn des Jahres 1961 erfolgte die Eingemeindung nach Moravec, zugleich kam Radkov zum Okres Žďár nad Sázavou. Seit 1990 besteht die Gemeinde wieder.

## Ortsgliederung
Für die Gemeinde Radkov sind keine Ortsteile ausgewiesen. Grundsiedlungseinheiten sind Radkov und Radkovičky (Kolonie Ratkowa).

## Sehenswürdigkeiten
- Wirtschaftshof und Reste der Befestigungsanlagen der Feste Radkov am Teich Tvrza
- Kapelle St. Anna und St. Florian
- Kreuz, neben der Kapelle